# Per Collinder
Per Collinder (22 de mayo de 1890 - 6 de diciembre de 1975) fue un astrónomo sueco.
Nacido en Sundsvall , es conocido por un catálogo de cúmulos abiertos que publicó en 1931 y que hoy se conoce como catálogo Collinder . Ha escrito los libros Historia de la navegación y Mundos en órbita .
Estuvo casado dos veces y su primera esposa le dio cuatro hijos. Collinder murió en Uppsala.